# Under the Bombs
Under the Bombs (en francés: Sous les bombes, en árabe: تحت القصف; Taht alqasf‎) es una película libanesa de 2007 dirigida y escrita por Philippe Aractingi. La cinta está ambientada en el Líbano justo después de finalizada la Guerra del Líbano de 2006.

## Sinopsis
Aunque creció en el Líbano, la rica libanesa musulmana Zeina Nasrueddi (Nada Abu Farhat) ha estado viviendo en Dubái con su arquitecto, su marido y su hijo, Karim. Las dificultades matrimoniales la llevaron a enviar a su hijo a pasar el verano con su hermana Maha en el Líbano. Cuando se desata la guerra del Líbano de 2006, Zeina viaja a Beirut haciendo escala en Turquía. Para encontrar a su hijo, contrata al taxista libanés cristiano Tony (Georges Khabbaz) para que la lleve al sur del país. En su búsqueda se encuentran con la devastación causada por la guerra y aprenden los secretos personales de cada uno, incluido el hecho de que el hermano de Tony era miembro del Ejército del Sur del Líbano y ahora vive en el exilio en Israel.

## Reparto
- Nada Abou Farhat es Zeina
- Georges Khabbaz es Tony

## Lanzamiento
Under the Bombs fue una de las dos películas sobre la Guerra del Líbano de 2006 exhibidas en el Festival de Cine de Sundance en 2008. La otra fue la cinta israelí Strangers, dirigida por Guy Nattiv y Erez Tadmor.
La película fue presentada en 2008 en la sección Giornate degli Autori - Venice days del Festival Internacional de Cine de Venecia.

## Recepción
En la página de internet especializada Rotten Tomatoes, la película tiene un porcentaje aprobatorio del 73% otorgado por la audiencia, con un rating promedio de 3.7 sobre 5. Nora Lee Mandel de Film Forward afirmó: "En circunstancias extraordinarias con un estilo casi documental, dos individuos genuinos buscan imágenes poderosas de un país desgarrado por la religión, la política y la guerra". El crítico Jonathan Curiel del San Francisco Chronicle le dio una alta calificación a la película, afirmando que "Aractingi, el director libanés, ha creado, con la ayuda de las excelentes actuaciones de Khabbaz y Abou Farhat, una obra que navega hábilmente por verdades complicadas".

## Premios
- Premio del jurado en el Festival International du Film Francophone de Namur.
- Premio NETPAC en el Festival Internacional de Cine de Antalya.
- Gold Muhr y mejor actriz (Nada Abou Farhat) en el Festival Internacional de Cine de Dubái.
- Prix Coup de Coeur, mejor banda sonora y premio de la audiencia en el Festival Internacional de Cine y Televisión de Luchon.[5]